# Ed McGuinness
Edward "Ed" McGuinness é um desenhista e autor de histórias em quadrinhos, conhecido por seu estilo dinâmico e inspirado em cartoon. Seus trabalhos mais notáveis são em revistas do Superman, Deadpool e Superman/Batman.
Ed McGuinness foi responsável pelos desenhos da primeira série regular do personagem Deadpool, em parceria com o roteirista Joe Kelly. Ele voltaria a colaborar com Kelly na revista Spider-Man/Deadpool, lançada em 2015. Com o roteirista Jeph Loeb colaborou na minissérie Capitão América: Morre Uma Lenda e no título Hulk. Em 2018, foi anunciado como o novo artista da série The Avengers, escrita por Jason Aaron.